# Si muore tutti democristiani
Si muore tutti democristiani è un film del 2017, scritto e diretto dal collettivo italiano Il Terzo Segreto di Satira.
Il titolo del film è un riferimento al titolo, che riprendeva una frase di Luigi Pintor, che il manifesto usò in prima pagina, a caratteri cubitali, il 28 giugno 1983, il giorno dopo le elezioni politiche del 1983 ("Non moriremo democristiani").

## Trama
Accomunati dagli stessi ideali e dalle stesse convinzioni politiche, tre giovani hanno alle spalle un passato fortemente etico e antisistemico, militando, pur con inclinazioni diverse, tra le file della sinistra italiana.
I tre ragazzi sono accomunati anche dagli stessi sogni e dalla passione per il cinema, ma faticano a emergere in quel mondo: hanno fondato una piccola casa di produzione, che si barcamena tra video per il sociale, per i sindacati e persino per i matrimoni, cercando di mantenere sempre una coerenza etica. Ma i loro sogni sono più grandi: desiderano realizzare documentari a tema sociale e girare il mondo per lavoro.
Improvvisamente, ricevono una proposta che potrebbe permettere loro di realizzare i loro sogni: una Onlus che si occupa di immigrazione li ingaggia per girare un documentario, offrendo un considerevole compenso economico. Ma il capo della Onlus risulta coinvolto in uno scandalo di riciclaggio di denaro e truffa ai danni degli immigrati. I tre ragazzi si domandano quindi se siano disposti a rinnegare tutto ciò in cui hanno sempre creduto nel nome di una buona causa. La crisi è inevitabile: Enrico, il più fedele alla linea politica, è deciso a rifiutare l'offerta, Fabrizio si rimette al giudizio di un tribunale e, nel frattempo, vede tutta la faccenda come un'opportunità per farsi un nome. Stefano, diviso tra le due posizioni senza la forza di scegliere da quale parte stare.

## Produzione
Si muore tutti democristiani è il primo film del collettivo italiano Il Terzo Segreto di Satira, che ne ha gestito in autonomia la regia, mentre è stato affiancato da Ugo Chiti per il soggetto e la sceneggiatura.
È stato girato a novembre 2016, tra Milano (tra Chinatown, il Parco Sempione, la Darsena, Isola e la Stazione di Milano Porta Garibaldi) e la Puglia.
Nel film sono presenti tre camei di Peter Gomez, Lilli Gruber e Andrea Scanzi.

## Distribuzione
Il 3 novembre 2017 il film è stato presentato a Roma al festival Alice nella città.
Il primo trailer del film è stato pubblicato il 24 aprile 2018.
Il film è uscito nei cinema italiani il 10 maggio 2018.